# Вернхарт IV фон Шаунберг
Вернхарт IV фон Шаунберг (на немски: Wernhart IV von Schaunberg; † сл. 1301) е граф на Шаунберг.

## Произход
Той е син на граф Вернхарт III фон Шаунберг († ок. 2 февруари 1287) и съпругата му Анна фон Нойфен († ок. 1 май 1271), дъщеря на Хайнрих фон Нойфен († сл. 1275). Внук е на Хайнрих II фон Шаунберг († 1276/1281). Брат е на Хайнрих IV († 1327), граф на Шаунберг, на Леутолд († сл. 1338), провост в Матзе, капитулар в Пасау, и на София († сл. 1349), омъжена 1311 г. за граф Ото IV фон Ортенбург († сл. 1342), брат на бъдещата му съпруга, син на граф Фридрих I фон Ортенбург († 1304) и Аделхайд фон Гьорц († 1291).

## Фамилия
Вернхарт IV фон Шаунберг се жени за Кунигунда фон Ортенбург († сл. 1321), дъщеря на граф Фридрих I фон Ортенбург († 1304) и Аделхайд фон Гьорц († 1291), дъщеря на граф Майнхард I. Те имат децата:
- Рудолф фон Шаунберг († 17 август 1347 – 22 юни 1348)
- Вернхарт V фон Шаунберг († 26 май 1363 – 9 април 1366), граф на Шаунберг
- Хайнрих VI фон Шаунберг († 21 декември 1351), граф на Шаунберг
- Вилхелм I фон Шаунберг († сл. 1338), господар на Ашбах-Трюхсен, женен на 20 ноември 1324 г. за Елизабет фон Гьорц († сл. 1338), дъщеря на граф Алберт I († 1325) и Елизабет фон Хесен († 1308)
- Леутолд фон Шаунберг († 12 декември 1355, Виена), електор на Фрайзинг, провост в Ардагер, Австрия, катедрален провост в Констанц
- Фридрих I фон Шаунберг († 8 юни 1358), катедрален провост в Кур в Швейцария
- Ото фон Шаунберг († 1 август 1344), провост в Ардагер, Австрия